# Osbornellus lamellaris
Osbornellus lamellaris är en insektsart som beskrevs av Rauno E. Linnavuori 1959. Osbornellus lamellaris ingår i släktet Osbornellus och familjen dvärgstritar. Inga underarter finns listade i Catalogue of Life.